# St. Felizitas (Lüdinghausen)

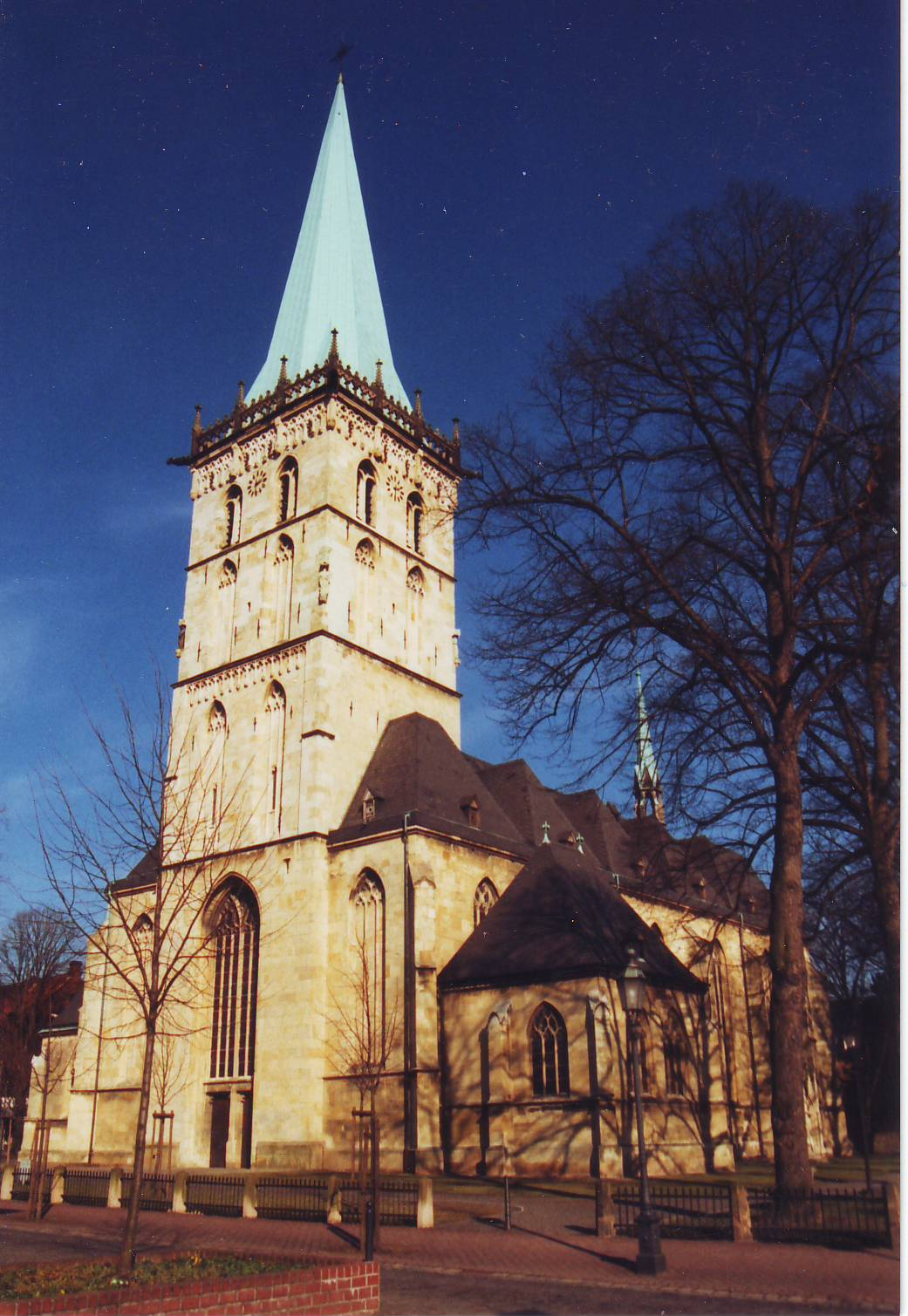
Pfarrkirche St. Felizitas (1991)

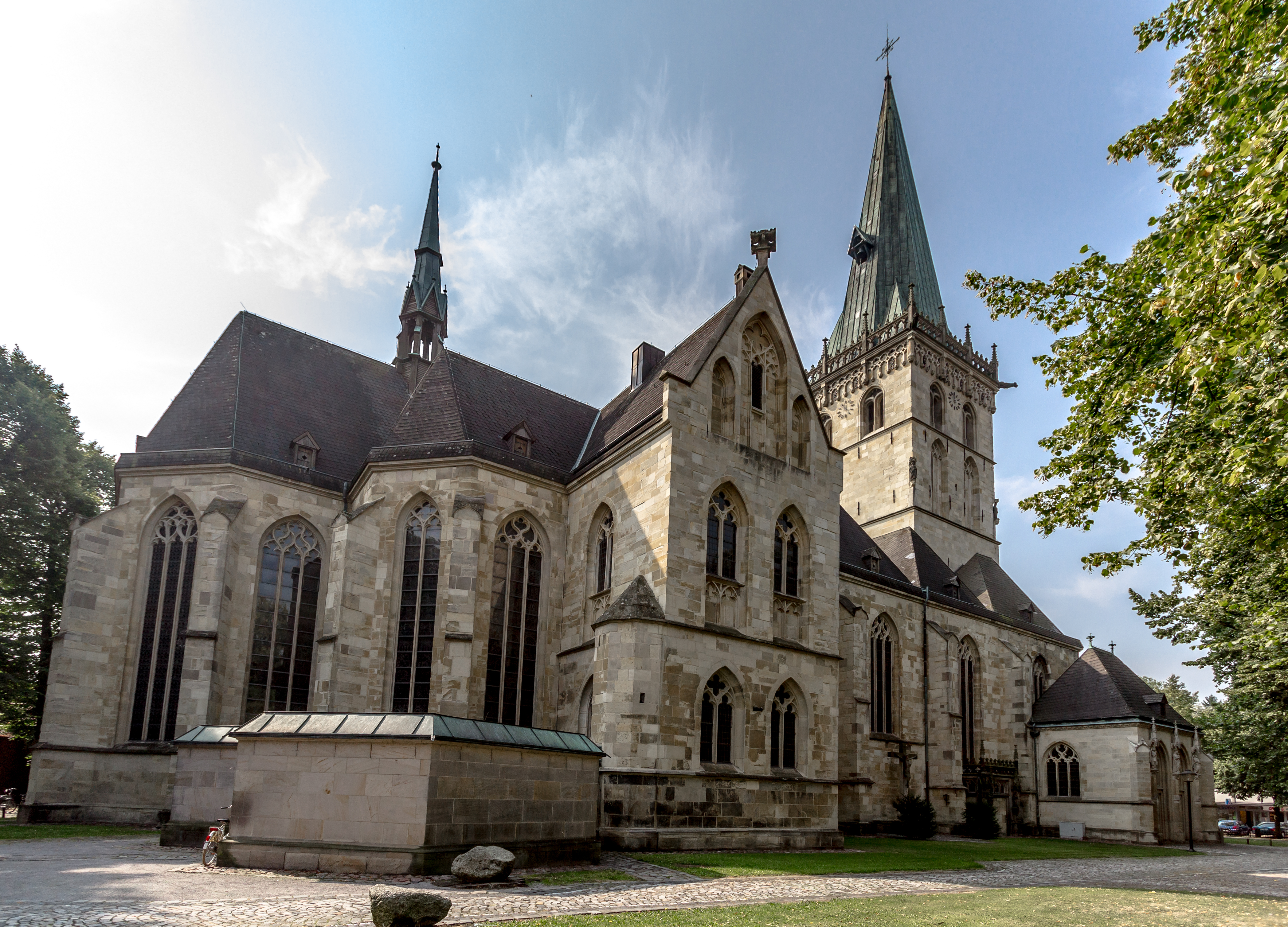
Nordansicht

St. Felizitas ist die katholische Pfarrkirche im Zentrum der Stadt Lüdinghausen (Deutschland, Nordrhein-Westfalen, Kreis Coesfeld).

## Kirchengeschichte bis ins 16. Jahrhundert
Im Jahre 800 wurde dem heiligen Liudger, der der erste Bischof von Münster war, von einem gewissen Senelhard und dessen Schwiegersohn Walfried ihr Besitz in Lüdinghausen geschenkt. Der große Besitz lag im heutigen Stadtzentrum. Liudger erbaute auf diesem Gelände die erste Kirche für Lüdinghausen. Über Größe und Aussehen der Kirche ist nichts mehr überliefert, man nimmt jedoch an, dass die Kirche nur ein kleiner Bau aus Holz war. Die Kirche und der nebenan liegende Pfarrhof waren Eigentum von Liudger. Um seinen Besitz zu sichern, vermachte er ihn an das Kloster Werden, welches er ja auch selber gegründet hatte, und wo er auch begraben wurde. Die erste Kirche in Lüdinghausen wurde somit eine Eigenkirche der Abtei Werden.
Infolge des Markt- und Münzrechts für Lüdinghausen von 974 wurde am 11. Juli 1037 von Bischof Hermann I. von Münster eine neue Kirche eingeweiht. Die Kirche war jetzt kein Holzbau mehr, sondern eine Steinkirche. Die wahrscheinlich im romanischen Stil erbaute Kirche stand unter dem Schutz des heiligen Stephanus und der heiligen Felicitas mit ihren sieben Söhnen. Dieses Gotteshaus bestand fast 500 Jahre, bis die heutige Pfarrkirche gebaut wurde.

## Schutzpatrone

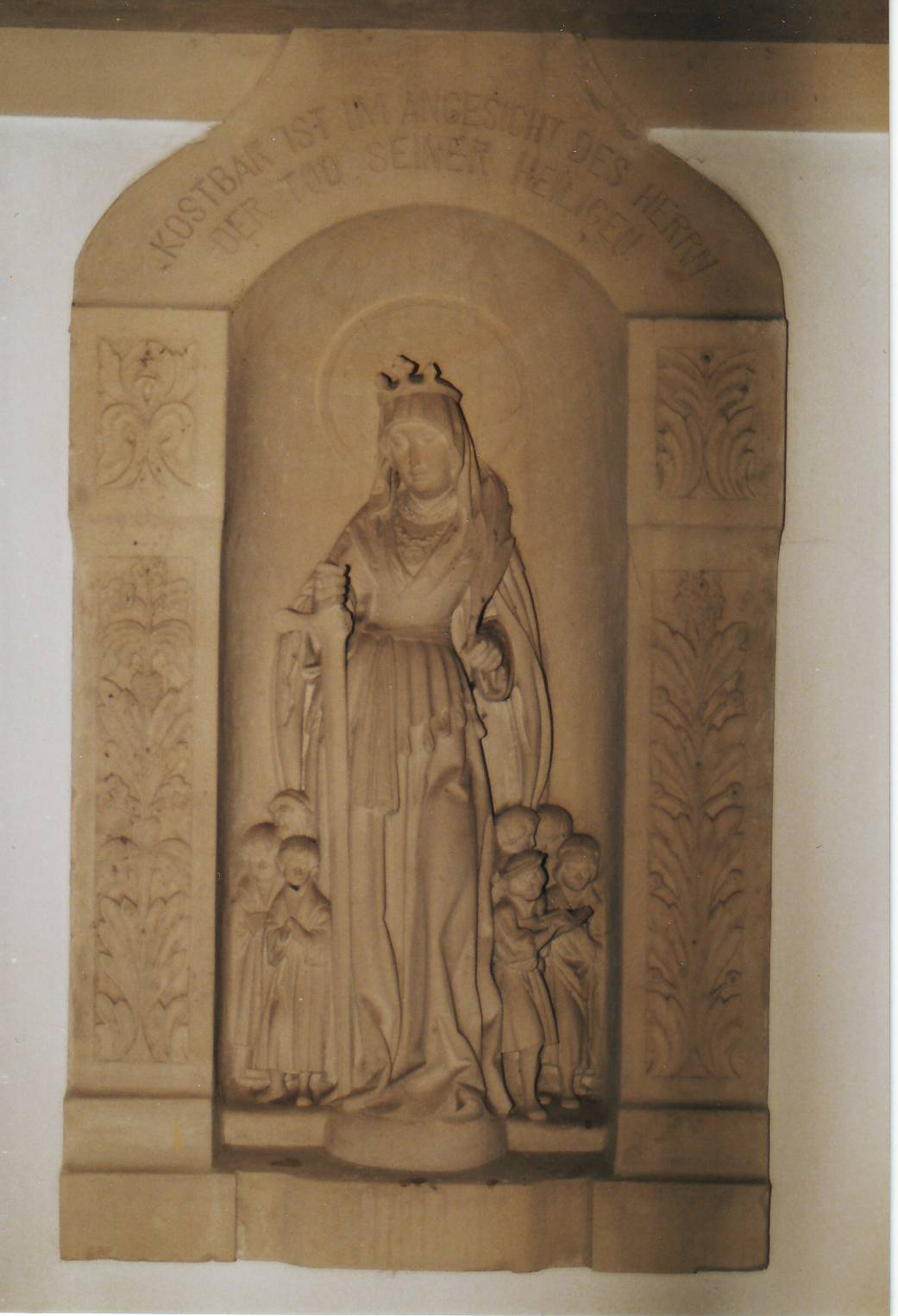
Felicitasstatue in der Kapelle

Der heilige Liudger, der die erste Kirche in Lüdinghausen erbaute, weihte diese Kirche der Muttergottes und dem Märtyrer Stephanus.
Stephanus war der erste Zeuge, der für Christus gestorben ist. Der Erzählung nach wurde Stephanus, der jüdischer Christ war, mit einigen anderen Gläubigen zum Diakon der jungen Gemeinde ernannt. In Jerusalem tat er überall Gutes und half, wo er konnte. Er verbreitete überall die frohe Botschaft Christi. Einigen Juden missfiel das und zogen ihn zur Verantwortung. In seiner Verteidigungsrede sahen die Juden eine Gotteslästerung, trieben ihn vor die Tore der Stadt und steinigten ihn zu Tode. Stephanus wurde somit der erste Blutzeuge Christi.
Die zweite Kirche wurde schon Stephanus und Felicitas geweiht. Im Laufe der Jahre verdrängte Felicitas aber Stephanus und wurde Hauptpatronin.
Ihrer Erzählung nach war sie eine sehr stark gläubige Christin, was den römischen Priestern missfiel. Sie zeigten Felicitas beim Kaiser an, der sie an den Stadtpräfekten weiterleitete. Man ließ ihre sieben Söhne töten, da sie sich weiterhin weigerte, ihrem Glauben zu widersagen. Daraufhin wurde ihr der Kopf durch das Schwert des Henkers abgeschlagen.

## Baugeschichte der heutigen Kirche
Die heutige St.-Felizitas-Kirche ist die dritte an ihrer Stelle. Am 28. Februar 1507 (dem 2. Fastensonntag) wurde der Grundstein des Chores gelegt. St. Felizitas ist geostet, d. h. der Chor liegt nach Osten und das Hauptportal – also der Turm – nach Westen. Der Turmbau wurde erst am 8. Juni 1515 – dem Tag nach Fronleichnam – begonnen. 43 Jahre lang wurde daran gearbeitet. Die lange Bauzeit war auch durch die Wiedertäuferunruhen in Münster um 1524 bedingt, nach diesen Unruhen lief der Weiterbau nur sehr langsam an. 1558 wurde die Kirche vollendet.
Im Laufe der Jahrhunderte wurden immer wieder kleinere bauliche Veränderungen vorgenommen. Im Zusammenhang mit der Rückbesinnung auf die gotische Baukunst wurde um 1875 das Kirchendach nach den Plänen des Dombaumeisters Hilger Hertel d. Ä. umgebaut. Ursprünglich trug die Kirche ein großes, alle drei Schiffe überspannendes, ziegelgedecktes Dach, dessen First bedeutend höher lag als der des heutigen vielteiligen Dachs. Auch die Kirchturmspitze erhielt ihre heutige Gestalt in der zweiten Hälfte des 19. Jahrhunderts, dabei wurde eine Turmuhr eingebaut. Außerdem wurde die an der Nordseite angebaute Sakristei mit einem hohen Giebel aufgestockt, sodass von der Mühlenstraße aus der Eindruck entstehen kann, es handle sich bei diesem Anbau um ein Querschiff.
1908–1910 wurden nach Entwurf des Architekten Alexander Cazin die Kapelle im Südwesten und die Eingangshalle im Nordwesten an den Turm angebaut. Somit wurde die Westfassade erheblich verbreitert.
Zwischenzeitlich mussten immer wieder kleine Reparaturen am Mauerwerk durchgeführt werden, da der Baumberger Sandstein nicht besonders wetterfest ist.
Der Fußboden im Altarraum wurde 1951 um drei Stufen erhöht. 1979 wurde die Kirche gründlich renoviert. Der Altarraum erhielt einen neuen Altar und einen dementsprechenden Ambo. Die stark verschmutzten Wände und Gewölbe wurden komplett neu gestrichen, wobei die in rot und gold bemalten Rippen besonders gut mit dem neuen roten Bodenbelag harmonierten. Auch die Technik zog in die Kirche ein: Beim Einbau der neuen Beleuchtungs- und Lautsprecheranlage wurde darauf geachtet, dass keine Kabel oder sonstige technischen Einrichtungen die Kirche verunstalteten. 1983 wurde im Schatten der Pfarrkirche das Pfarrheim errichtet. Dort sind mehrere Gruppenräume untergebracht.

## Außenbau

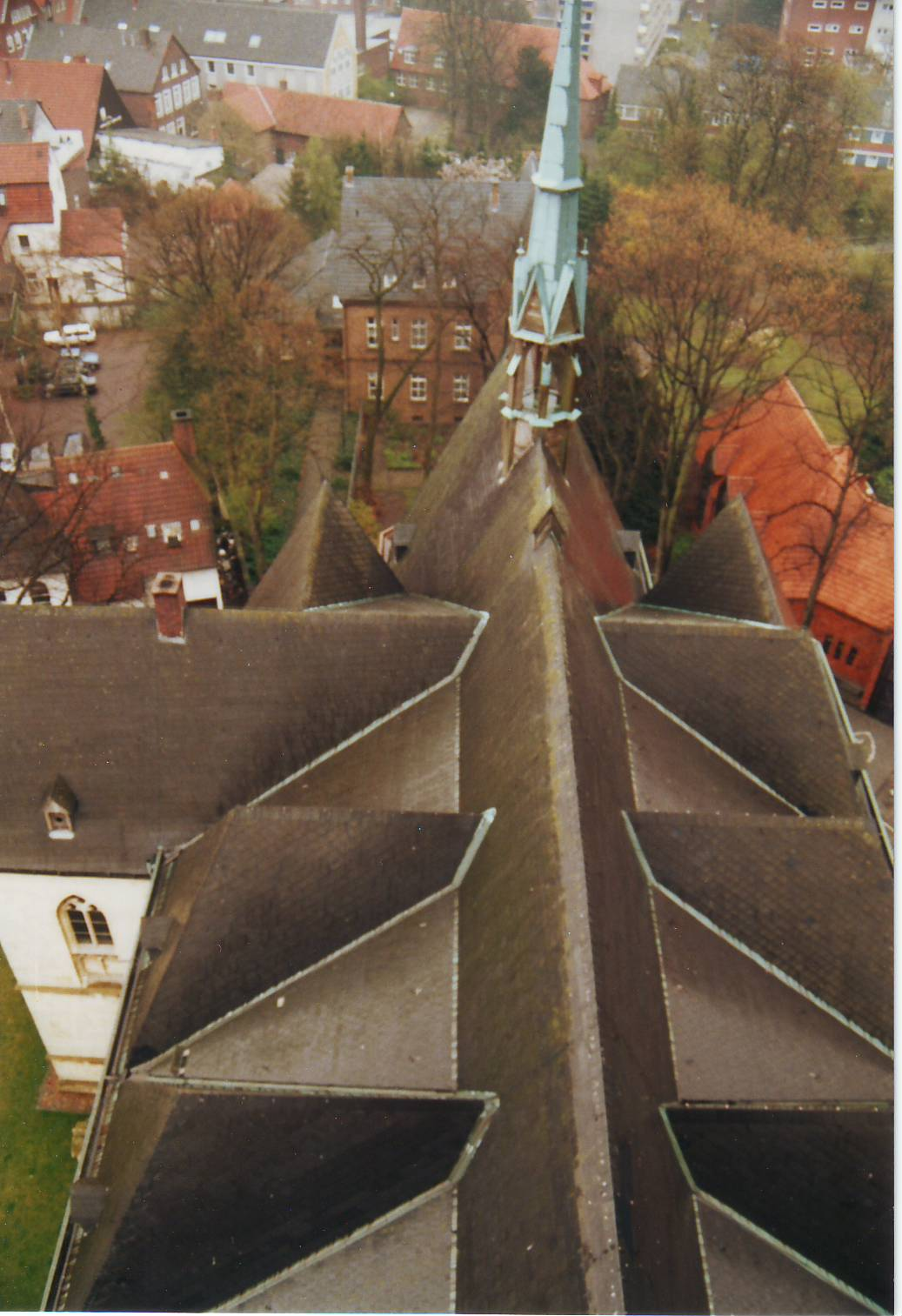
Dach

Schon von weitem hebt sich der mächtige Westturm der Felizitas Kirche deutlich von der Stadtkulisse ab. Der über 70 Meter hohe viereckige Turm hat vier Geschosse, wobei jedes Geschoss um ein Drittel kleiner ist, als das darunter liegende und die sich nach oben hin verjüngen. Das unterste Geschoss mit dem großen Westfenster ist in den Kirchenraum mit einbezogen. Die beiden mittleren Geschosse haben keine Fenster, dafür aber Fensterverblendungen, die die gewaltige Masse unterteilen sollen.
Auf dem zweiten Geschoss in Höhe des Gewölbes befindet sich das Uhrwerk der Kirchturmuhr, das die Zeiger im vierten Geschoss bewegt. Die 1928 gebaute Uhr musste früher durch Gewichte angetrieben werden, die per Hand hochgezogen wurden. Heute erledigt diese Arbeit ein Elektromotor.
Im vierten Geschoss befindet sich der Glockenstuhl. Auf der Ostseite des Turmdaches springt ein kleines Dach hervor, unter dem zwei Uhrglocken hängen.
Über dem vierten Geschoss des Turmes befindet sich am Fuße des Daches eine Galerie, die besonders durch die Balustrade hervorgehoben wird. Die Galerie und der achteckige, mit Kupfer überzogene Turmhelm stammen aus dem 19. Jahrhundert, jedoch hat sich im Laufe der Jahre Grünspan auf dem Dach gebildet.
Auch die übrige Dachkonstruktion stammt aus dem 19. Jahrhundert. Sie ist viel niedriger als die alte und sehr kompliziert aufgebaut. Ein Langdach, das von einem spitzen Dachreiter getragen wird, liegt über dem Hauptschiff. Daran anschließend befinden sich Querdächer, die im rechten Winkel angeordnet sind. Über dem Chor verlaufen die Seitendächer wieder parallel zum langen Mitteldach. Das Dach über dem Kirchenraum ist – im Gegensatz zum kupferüberzogenen Turmdach – mit Schiefer bedeckt.
Auf der Südseite der Kirche befindet sich die Mariensäule. Sie ist das Denkmal des Grabes eines Lüdinghauser Bürgers, der durch seine Nächstenliebe einen großen Namen erworben hatte: Bernhard Strotkamp (gestorben 15. Januar 1867). Die quadratische nach oben verjüngte Steinsäule steht auf einem breiten Fundament.

## Kircheninneres

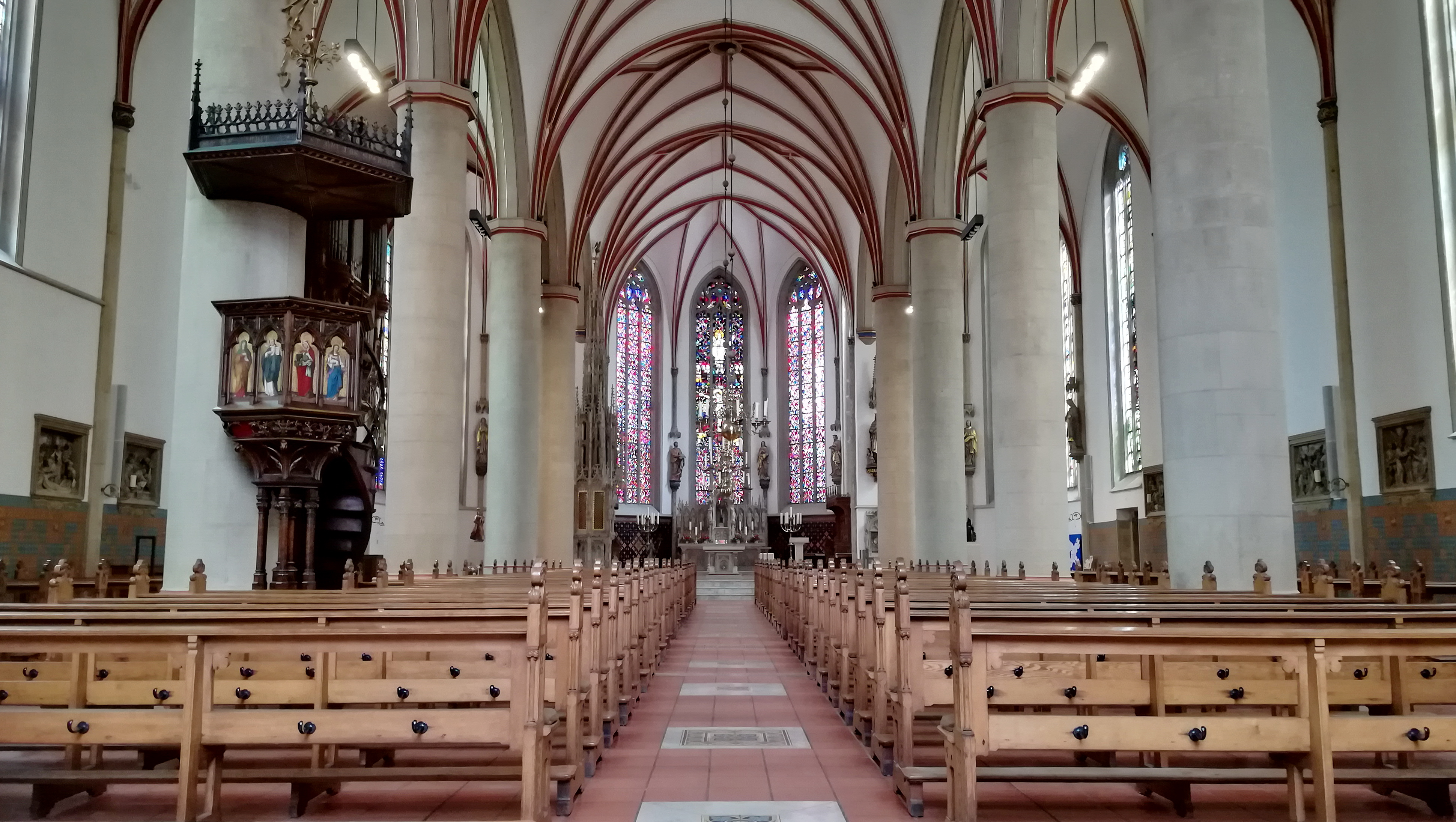
Innenansicht, Blick durch Mittelschiff (2018)

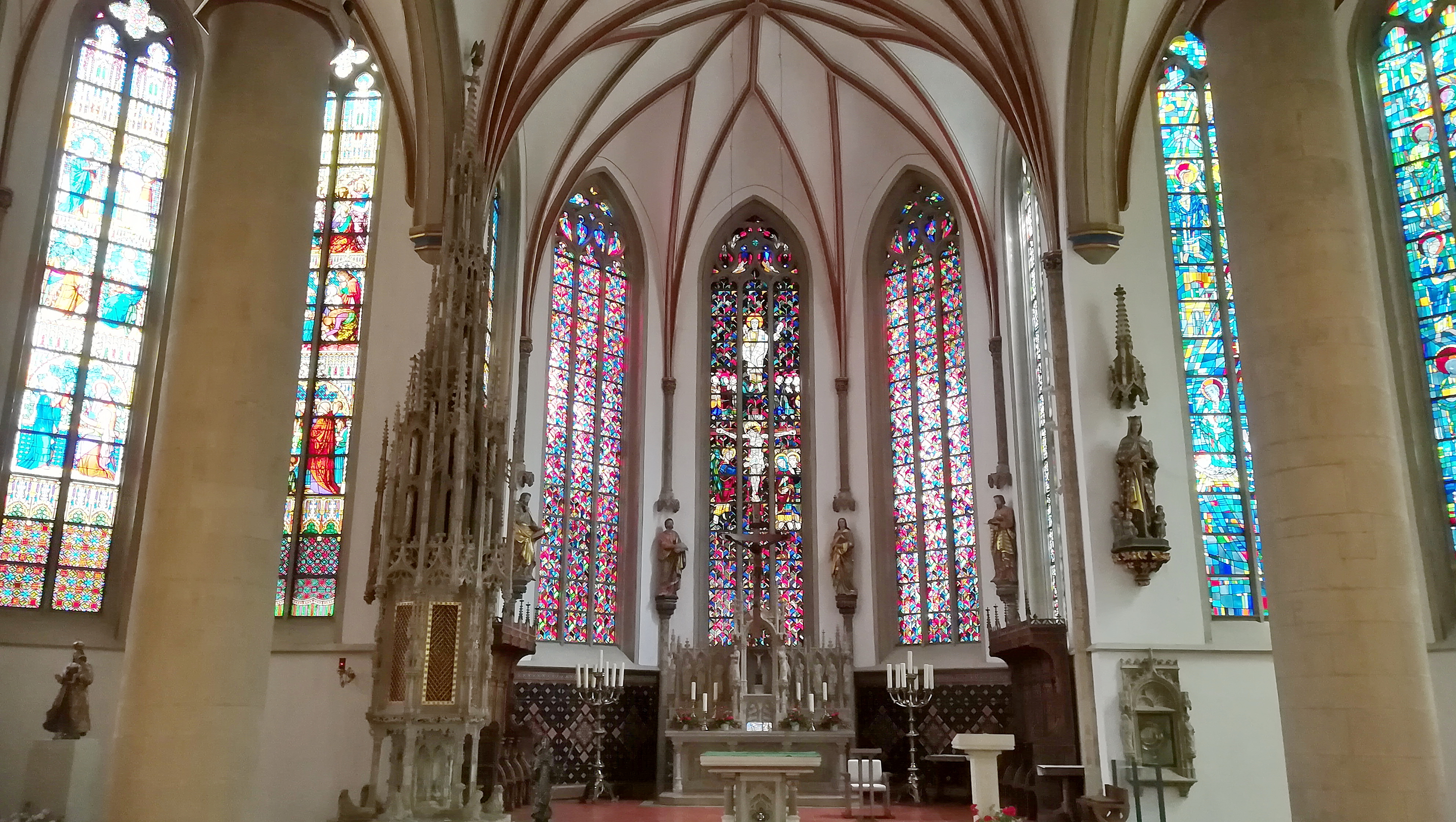
Altarraum

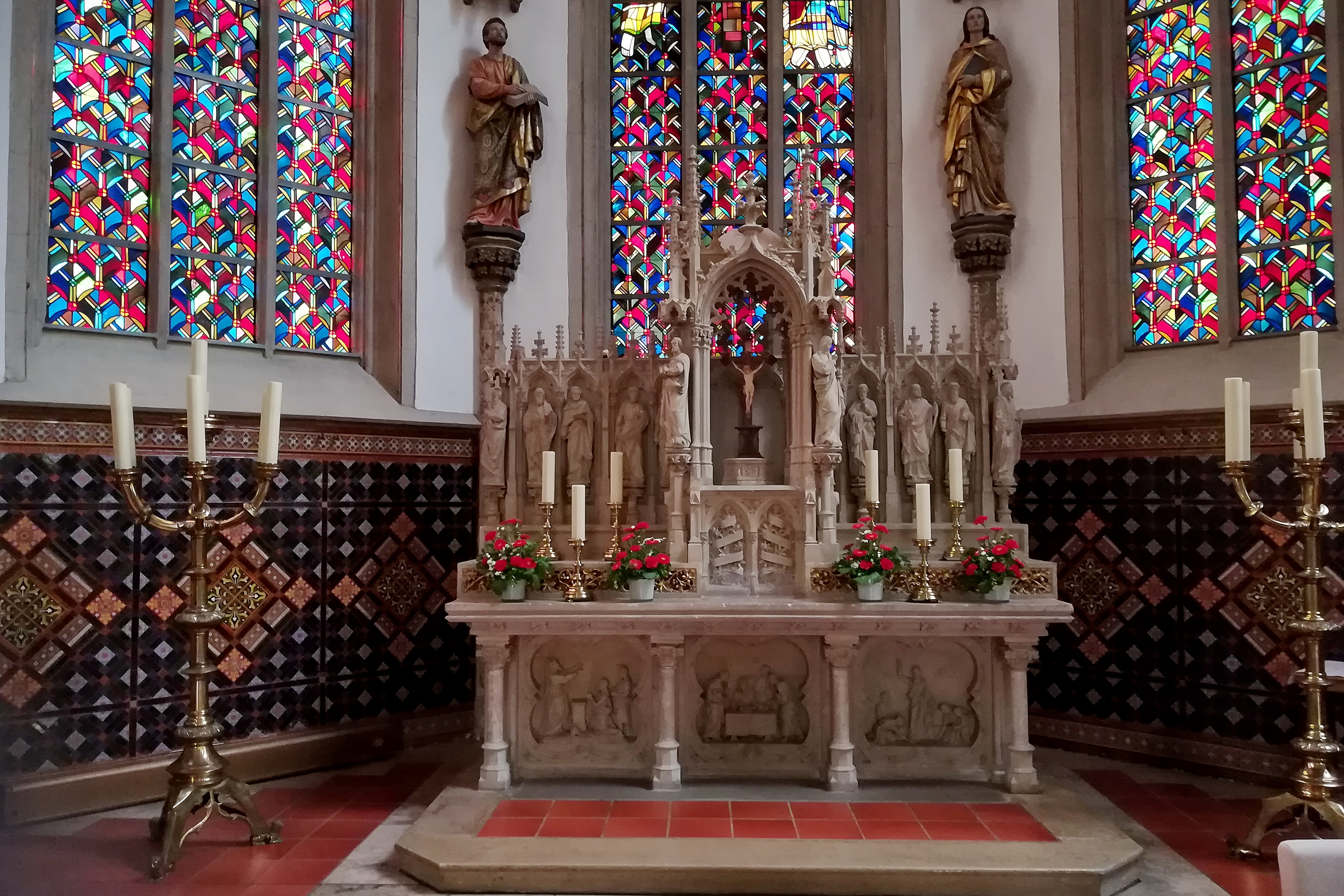
Altar

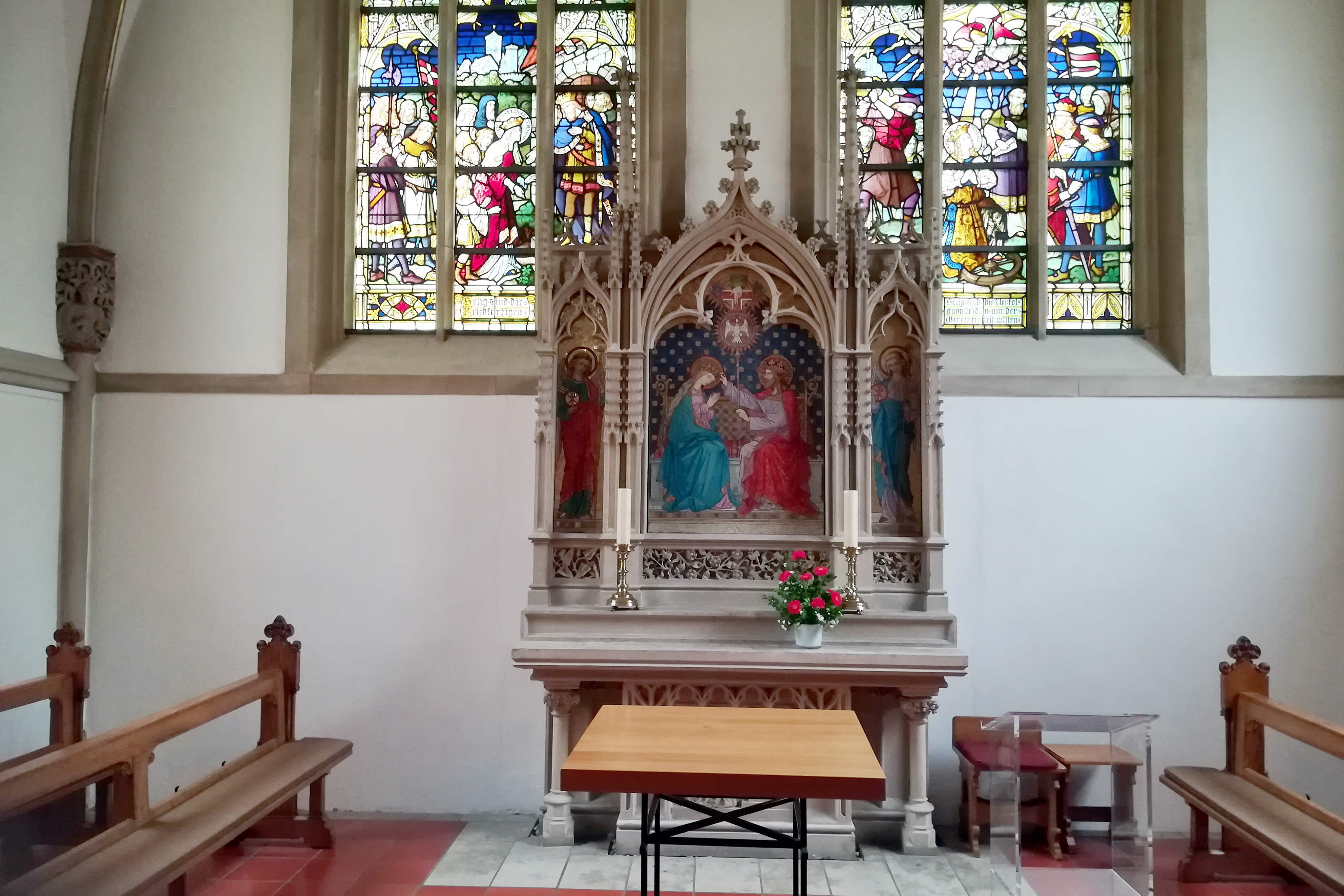
Kapelle

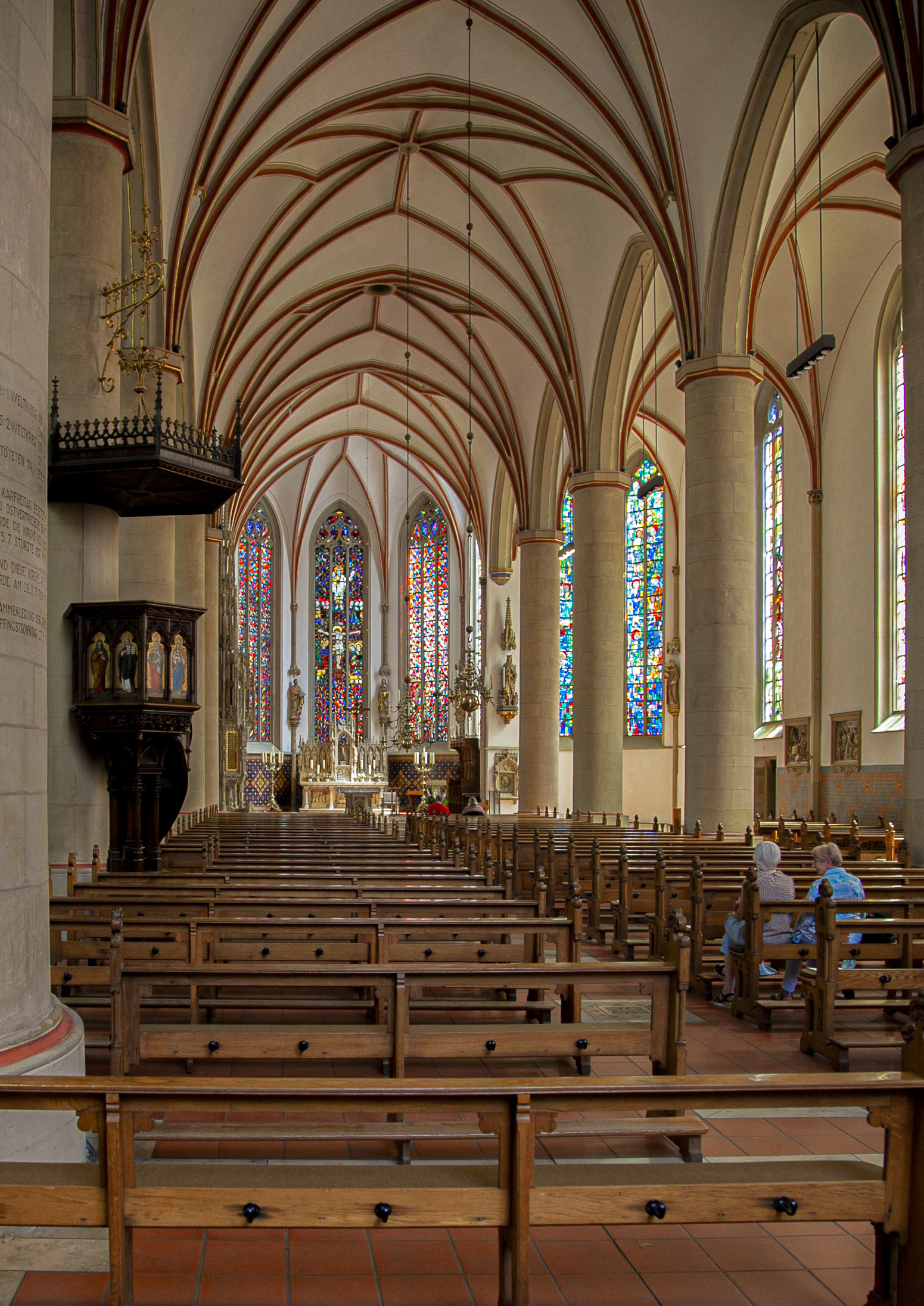
Hauptschiff mit Predigtkanzel (2020)

Wer die Kirche von Norden her aus betreten will, muss zuerst die Eingangshalle passieren. Die kleine Halle wurde 1909 angebaut. In ihr kann man Weihwasser entnehmen und sich über kirchliche Veranstaltungen informieren.
Sobald man in die spätgotische Hallenkirche geht, wird man von einer großen und lichten Halle erwartet. Die Größe entsteht dadurch, dass die beiden Seitenschiffe die gleiche Höhe haben wie das Mittelschiff und nur durch schlanke Rundpfeiler abgetrennt sind. Eine weitere Vergrößerung bewirkt der Turm, der in den Kirchenraum miteinbezogen ist. Er ist nach drei Seiten offen und steht auf zwei Dreiviertelpfeilern in der Westwand und auf zwei freistehenden massiven Rundpfeilern.
Diesen zwei mächtigen Turmpfeilern wird wegen ihres in Europa einmaligen Umfanges von 7,42 Metern sehr viel Beachtung geschenkt. Die Inschriften der beiden Säulen verraten viel über die Geschichte Lüdinghausens und der Kirche.
Im südlichen Rundpfeiler berichten die Gravierungen von fünf großen Stadtbränden zwischen 1568 und 1832 sowie von der Baugeschichte des Turmes. Im nördlichen Pfeiler wird von den Opfern der beiden Weltkriege, den Umbauten der Kirche und dem Neubau der nahe gelegenen Ludgerikirche erzählt. Im Gegensatz zu allen anderen Säulen haben die Turmpfeiler keinen achteckigen, sondern einen runden Sockel.
Sehr auffällig im Kirchenraum sind die großen Fenster. Das Ludgerusfenster zeigt den Begründer des Glaubens in Lüdinghausen. In der oberen Hälfte wird der Heilige als Missionar und Bischof bei seiner Predigt im Sachsenland gezeigt. Darunter ist die Überführung des Leichnams durch Lüdinghausen nach Werden dargestellt.
Besonders das Westfenster fesselt den Betrachter. Es zeigt das Weltgericht. Maria und Jesus sind von den zwölf Jüngern in einem Halbkreis eingerahmt. Engel stellen den Leidensweg Christi dar und sind mit Posaunen des Gerichts im Kampf mit dem Teufel. Die Seligen, unter ihnen die Stifterin des Fensters, sind von den Verdammten getrennt.
1869 konnte durch eine großzügige Spende des Droste Erbdroste zu Darfeld ein neuer Hochaltar und ein neues Seitenfenster mit Glasmalerei von Johann Klein in der Kirche eingebaut werden. Das Chorfenster zwischen Kirchenraum und Seitenkapelle stellt drei Propheten aus dem Alten Testament dar.
Die Decke des Mittelschiffes ist mit sechs Sterngewölben ausgestattet, wobei die Rippen der Säulen dieses Gewölbe bilden. Die Seitenschiffe sind mit einfachen Kreuzrippengewölben ausgestattet. Von zwei Gewölben herab hängen zwei Kronleuchter aus Messing, die zahlreiche Kerzen tragen und zu großen Feierlichkeiten angezündet werden.
Die Seitenkapelle von 1909 bis 1910 hat ein zweijochiges Gewölbe. Die Rippen dieses Gewölbes enden in Steinfiguren, die z. B. die Leidenschaften Habsucht und Trunksucht veranschaulichen sollen. Die Kapelle hat einen schlichten Altar, dessen schmiedeeiserner Fuß als Türfüllung einer Kommunionbank diente. Ein weiterer Altar an der Rückwand ist ein ehemaliger Nebenaltar der Kirche. Das Mosaik des Altars zeigt die Krönung Mariens.
Die langen und hohen Seitenwände der Kirche sind durch die vielen Fenster gegliedert. Außerdem wurden im 19. Jahrhundert Reliefbilder des Leidenswegs Christi in dezenter Färbung und Wandfliesen mit Ornamenten angebracht.
Die Kirchenpatronin Felicitas ist drei Mal mit ihren sieben Söhnen figürlich dargestellt. Die größte Figur steht auf einer Konsole an der rechten Seite des Chores. Eine weitere Steindarstellung befindet sich in einer Wandnische der Seitenkapelle. Die dritte Figur ist aus Holz und steht auf einer Säule unter dem Turm. Die kleine, dunkle Holzstatue ist wahrscheinlich eine niederrheinische Arbeit aus der ersten Hälfte des 16. Jahrhunderts. Die Märtyrerin steht mit Schwert, Palme, Diadem und ihren sieben Söhnen unter einem barocken Silberrahmen.
Der Altarraum, oder Chor, ist die Verlängerung des Mittelschiffes und hat einen 5/8-Schluss. Der Fußboden ist um drei Stufen erhöht, um den Altar als Mittelpunkt der Kirche hervorzuheben. Sieben der elf Fenster mussten nach dem Krieg erneuert werden. Besonders sind die drei mittleren Chorfenster, da sie sehr stark abgedunkelt sind und deshalb dem Besucher auffallen.
1654 erhielt die Kirche einen zweistöckigen bis zur Decke reichenden Barockaltar. Ein Ölgemälde, das die Kreuzigung Christi darstellt, bildet den Mittelpunkt dieses Altars. Das Gemälde hängt inzwischen im hinteren Teil der Pfarrkirche. Die ganze barocke Einrichtung, zu der auch eine Kanzel und ein Chorgestühl gehörten, fielen der neugotischen Umgestaltung des 19. Jahrhunderts zum Opfer. Der jetzige Altar an der Rückwand des Chores stammt von 1875 und wurde von dem Baumeister Hilger Hertel erbaut. Aus dieser Zeit stammen auch Chorgestühl und Kanzel.
Der heutige Zelebrationsaltar wurde 1983 aus den Resten der Seitenaltäre gebaut und im April des gleichen Jahres geweiht. Er besteht aus einer quadratischen Altarplatte, die auf einem ebenfalls quadratischen Fuß und vier kleinen Säulen ruht. Auf der Vorderseite ist am Fuß eine Kreuzreliquie unbekannter Herkunft angebracht.
Über dem Altar befindet sich das Altarkreuz, das vom Gewölbe herabhängt. Es wird einer rheinischen Schule um 1520 zugeschrieben und war ursprünglich ein Vortragekreuz.
Der Tabernakel ist – wie auch die Kirche selbst – aus Baumberger Sandstein und ist das Werk eines münsterischen Steinmetzen um 1530. Das sechsseitige, gotische Sakramentshäuschen ruht auf sechs wappenhaltenden Löwen. Der Innenraum des Tabernakels ist durch die auf vier Seiten befindlichen Gitter verschlossen. Das Sakramentshäuschen läuft spitz zu und trägt auf der Spitze – die knapp unter dem Gewölbe endet – einen Pelikan als Symbol des eucharistischen Christus.
Während der Fastenzeit hängt im Chorbogen ein Hungertuch nach Marienfelder Vorbild von 1956. Es wurde nach dem Vorbild eines vorhandenen Tuches gleicher Art von 1860 angefertigt.

### Taufbecken (13. Jhd.)

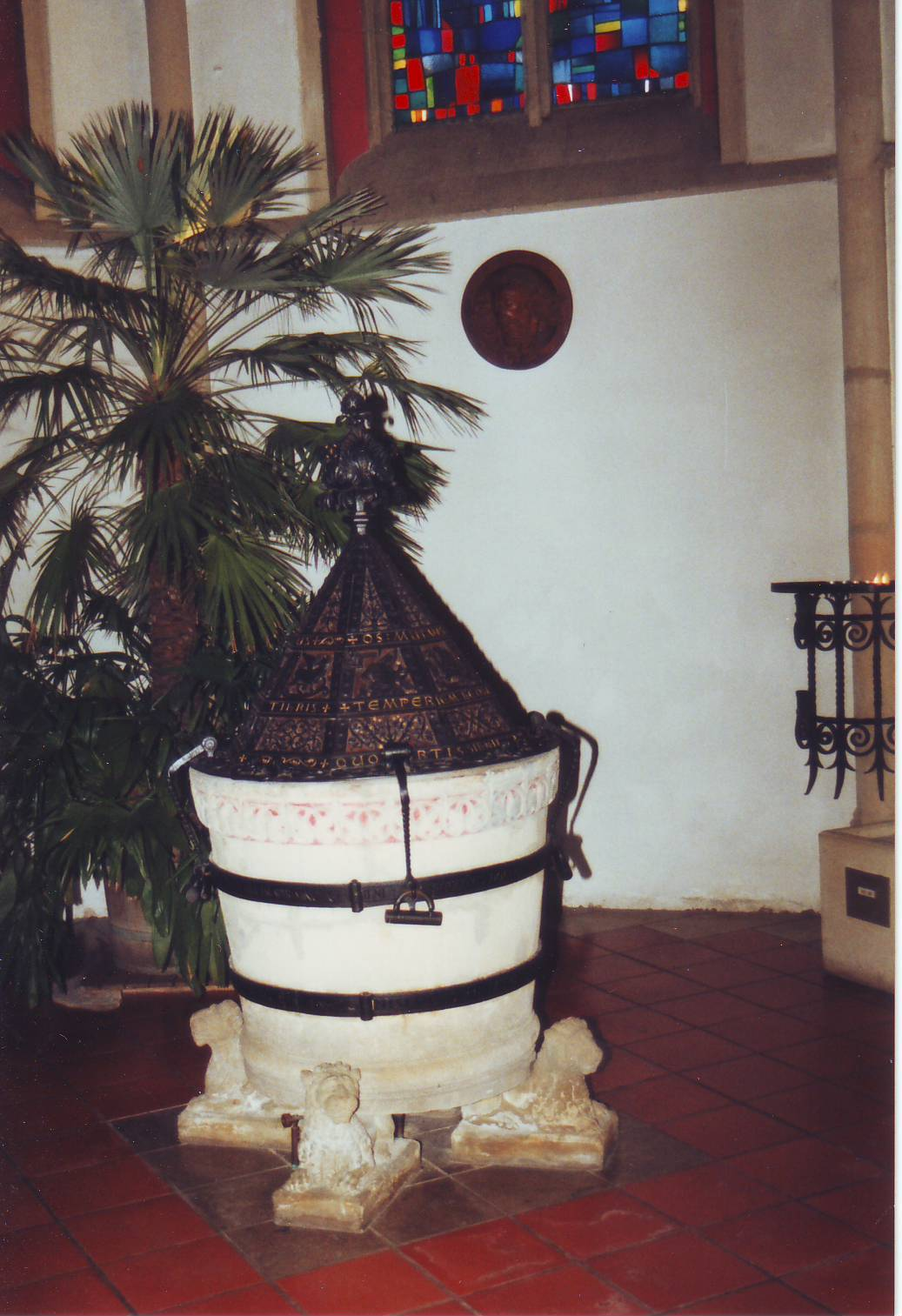
Taufbecken

Ältester Gegenstand der Ausstattung, und älter als die gesamte Kirche, ist das Taufbecken aus dem 13. Jahrhundert, das vorne im südlichen Seitenschiff steht.
Der kreisrunde, nach unten verjüngte Taufstein stammt wohl aus der ersten Hälfte des 13. Jahrhunderts. Er ist oben mit einem Blattfries, unten mit einem Profil verziert; die zwei Eisenreifen sollen den Stein vor Sprüngen bewahren. Die altertümlichen Schlösser und der kegelförmige Deckel wurden um die Jahrhundertwende vom Lüdinghauser Kunstschmied Alex Weischer geschaffen. Der Deckel ist mit Blattwerk und Ranken verziert, sowie mit Namen und Symbolen, die auf die vier Evangelisten und die vier Paradiesströme Bezug nehmen. Die vier lateinischen Verse (Hexameter) lauten: Os mutans Phison est prudenti simulatus. Temperiem Geon terrae designat hiatus. Est velox Tigris quo fortis significatur. Frugifer Eufrates est iustitiaque notatus. Mit diesen Versen werden die Namen der vier Paradiesströme (Phison, Geon, Tigris und Euphrat) zum Sinnbild für die Tugenden Klugheit, Mäßigung, Tapferkeit und Gerechtigkeit. Getragen wird der Taufstein von vier Löwen, die in neuerer Zeit entstanden sind.
Zum Taufstein gehören silbernes Taufgerät (Schale, Kanne, Ölgefäß), das in einer Wandnische aufbewahrt wird, und als Wandschmuck eine sog. Johannesschüssel, die an das Martyrium des Täufers erinnert. Der Taufbrunnen selbst hat fließendes Wasser.

## Lüdinghauser Weihnachtslied
In der Pfarrei gibt es ein Weihnachtslied, welches nicht Teil der Stammausgabe als auch nicht des Diözesananhangs Münster des Gesangbuches Gotteslob ist. Der Titel lautet Dies ist der Tag, von Gott gemacht. Der Text geht auf das Gesangbuch „Geistliche Lieder z. Gebrauch der hohen Metropolitankirche b. St. Stephan in Wien und d. ganzen Wiener Erzbistums“ von Michael Denis 1774 zurück, die Melodie auf das Gesangbuch von Chrysanth Joseph Bierbaum für die Erzdiözese Köln (1825). Als Verfasser der "Lüdinghauser" Melodie gilt Wilhelm Neuland 1852. Das Lied war mit unterschiedlichen Melodien in Teilen Österreichs weit verbreitet und in diesem Kontext auch unter den deutschsprachigen Minderheiten Südosteuropas. In den nordwestlichen deutschen Sprachraum gelangte es ebenfalls. Die nächstliegende Diözese, in dessen Gesangbuch dieses Lied enthalten war, ist das Erzbistum Paderborn.
In Lüdinghausen findet sich das Lied auch außerhalb der Pfarrei. Es ist auf einer Benefiz-CD der Musikschule unter vielen weltlichen als auch religiösen, deutsch- und fremdsprachigen Weihnachtsliedern vom Männerchor Lüdinghausen (1896) interpretiert worden.

### Orgel

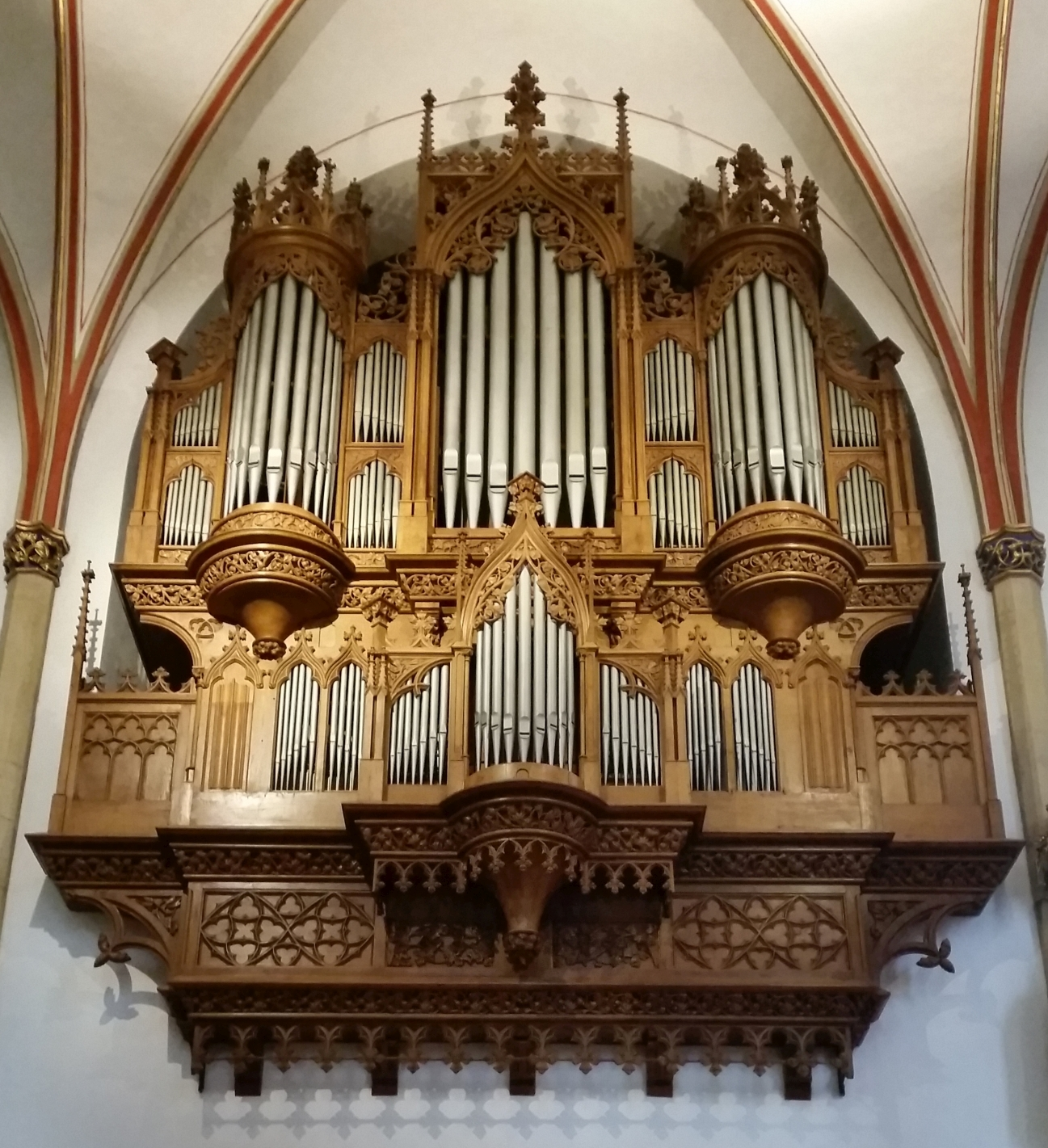
Orgel mit Prospekt von 1874

Hinweise auf eine Orgel in St. Felizitas lassen sich bis in das Jahr 1662 zurückverfolgen. In den Jahren 1873–1874 erbaute der Orgelbauer Josef Laudenbach (Dülmen) ein Instrument, von dem heute noch das neugotische Orgelgehäuse erhalten ist. Es zählt zu den wertvollsten seiner Zeit im nördlichen Westfalen. Der Prospekt wurde von der Schreinerei Miele (Münster) nach einem Entwurf des Architekten und Diözesanbaumeisters Hilger Hertel (Münster) gefertigt und bildet eine gelungene Einheit mit dem Chorgestühl, der Kanzel und der Sakristeieinrichtung, die ebenfalls aus dem 19. Jahrhundert stammen.
Über das Orgelwerk ist nichts mehr bekannt. Anhand des Prospekts handelte es sich wohl um ein zweimanualiges Instrument mit 20 bis 25 Registern und mechanischer Traktur; der Spieltisch war wohl seitlich links am Orgelgehäuse seitlich angebaut. Im Jahr 1904 stiftete der mit seiner Heimatgemeinde verbundene Commerzienrat Joseph Cremer (1845–1938) aus Dortmund eine neue Orgel für die Pfarrkirche. Das Orgelwerk wurde von dem Orgelbauer Georg Stahlhut (Aachen-Burtscheid) erbaut. Der Spieltisch befand sich vermutlich links hinter dem Positiv-Gehäuse. 1908 erhielt das Instrument einen Wassermotor, mit dem der notwendige Wind erzeugt wurde. Das Stahlhut-Instrument hatte 25 Register auf zwei Manualen und Pedal.
| I Hauptwerk C- |               |          |
| 01.            | Principal     | 08’      |
| 02.            | Bordun        | 16’      |
| 03.            | Harmonieflöte | 08’      |
| 04.            | Fugara        | 08’      |
| 05.            | Salicional    | 08’      |
| 06.            | Gedackt       | 08’      |
| 07.            | Octav         | 04’      |
| 08.            | Octavflöte    | 04’      |
| 09.            | Octav         | 02’      |
| 10.            | Quintflöte    | 02 ⁄3′ 0 |
| 11.            | Mixtur III-IV |          |
| 12.            | Trompete      | 08’      |

| II Positiv C– |                 |      |
| 13.           | Geigenprincipal | 8’ 0 |
| 14.           | Flöte           | 8’   |
| 15.           | Gambe           | 8’   |
| 16.           | Vox coelestis   |      |
| 17.           | Aeoline         | 8’   |
| 18.           | Echoflöte       | 4’   |
| 19.           | Piccolo         | 2’   |
| 20.           | Oboe            | 8’   |

| Pedal C– |            |     |
| 21.      | Principal  | 16’ |
| 22.      | Subbaß     | 16’ |
| 23.      | Octavbaß   | 08’ |
| 24.      | Gedacktbaß | 08’ |
| 25.      | Posaune    | 16’ |

Im Laufe der Zeit wurde das Instrument mehrfach verändert und umgebaut. 1941 wurde ein neuer, freistehender Spieltisch mit elektrischer Traktur angeschafft. Gleichzeitig wurde die Orgel um einige Register sowie um ein drittes Manual erweitert. Der Orgelumbau wurde ebenfalls von der Firma G. Stahlhuth & Co. Aachen ausgeführt. Die Disposition der Orgel umfasste jetzt 31 klingende Register, verteilt auf 3 Manualen und Pedal. Die elektrische Traktur ermöglichte 3 feste und 2 freie Kombinationen, 8 Koppeln und einen Registerschweller. Die Zahl der Pfeifen wird mit 2086 angegeben.
Das heutige Orgelwerk wurde 1983 von der Orgelbaufirma Alfred Führer (Wilhelmshaven) erbaut, unter Wiederverwendung von Pfeifenmaterial der Orgel aus dem Jahre 1904. Im Zuge einer Generalreinigung im Jahre 1997 wurden die pneumatischen Schleifenmotoren durch zuverlässigere Magnetmotoren ersetzt. Gleichzeitig wurde die Orgel durch eine elektronische Setzeranlage mit 256 Kombinationen erweitert. Das Instrument hat 41 Register (ca. 2.850 Pfeifen) auf drei Manualwerken und Pedal. Die Spieltrakturen sind mechanisch, die Registertrakturen sind elektrisch.
| I Positiv C–a3 |                 |        |
| 01.            | Gedackt         | 8‘     |
| 02.            | Quintadena      | 8‘     |
| 03.            | Venezianflöte 0 | 4‘     |
| 04.            | Nasat           | 2 ⁄3′  |
| 05.            | Principal       | 2‘     |
| 06.            | Terz            | 1 3⁄5′ |
| 07.            | Sifflöte        | 1 ⁄3′  |
| 08.            | Oktave          | 1‘     |
| 09.            | Zimbel III      | 2⁄3′   |
| 10.            | Vox humana      | 8‘     |
|                | Tremulant       |        |

| II Hauptwerk C–a3 |                 |         |     |
| 11.               | Bordun          | 16‘     | (h) |
| 12.               | Principal       | 08‘     | (h) |
| 13.               | Gamba           | 08‘     | (h) |
| 14.               | Gedackt         | 08‘     | (h) |
| 15.               | Oktave          | 04‘     |     |
| 16.               | Querflöte       | 04‘     | (h) |
| 17.               | Gemshorn        | 02‘     |     |
| 18.               | Rauschpfeife II | 02 1⁄3′ |     |
| 19.               | Mixtur V        | 01 ⁄3′  |     |
| 20.               | Fagott          | 16‘     |     |
| 21.               | Trompete        | 08‘     | (h) |

| III Schwellwerk C–a3 |                   |     |     |
| 22.                  | Ital. Principal   | 08‘ | (h) |
| 23.                  | Rohrflöte         | 08‘ | (h) |
| 24.                  | Vox coelestis     | 08‘ | (h) |
| 25.                  | Principal         | 04‘ |     |
| 26.                  | Blockflöte        | 04‘ |     |
| 27.                  | Waldflöte         | 02‘ |     |
| 28.                  | Sesquialtera II 0 |     |     |
| 29.                  | Scharf IV         | 01‘ |     |
| 30.                  | Schalmey          | 16‘ |     |
| 31.                  | Oboe              | 08' | (h) |
|                      | Tremulant         |     |     |

| Pedal C–f1 |                 |        |     |
| 32.        | Principalbass 0 | 16‘    | (h) |
| 33.        | Subbass         | 16‘    | (h) |
| 34.        | Oktavbass       | 08‘    | (h) |
| 35.        | Spitzflöte      | 08‘    |     |
| 36.        | Choralbass      | 04‘    | (h) |
| 37.        | Nachthorn       | 02‘    |     |
| 38.        | Hintersatz IV   | 02 ⁄3′ |     |
| 39.        | Posaune         | 16‘    | (h) |
| 40.        | Trompete        | 08‘    |     |
| 41.        | Trompete        | 04‘    |     |

- Koppeln:  I/II, III/II, I/P, II/P, III/P
- Spielhilfen:  Setzeranlage (4 Ebenen à 8 Gruppen A–H mit je 8 Kombinationen = 256 Kombinationen), Sequenzer auf/ab, Mixturen ab, Zungen ab, Plenum A und B
- Anmerkung:

(h) = historisches Register aus der Vorgängerorgel

## Glocken
Im vierten Geschoss des Kirchturmes befindet sich der Glockenstuhl. Er ist nicht direkt mit dem Mauerwerk verbunden, sondern steht auf einer eigenen Holzkonstruktion. Die enormen Schwingungen, die die Glocken verursachen, könnten vom Mauerwerk nicht aufgefangen werden. Die Folge wäre, dass das Mauerwerk reißen würde. Der Glockenstuhl trägt vier mittelalterliche Glocken.
| Nr. | Name       | Gussjahr Gießer         | Durchmesser (mm) | Nominal | Inschrift, Bemerkungen |
| --- | ---------- | ----------------------- | ---------------- | ------- | --- |
| 1   | Alexander  | 1500                    | 1250             | es1     | Dum trahor, audite, voco vos ad gaudia vitae, defunctos plango, vivos voco. St. Alexander vocor. Anno D. MCCCCC (Wenn man mich zieht, dann höret. Ich rufe euch zu den Freuden des (ewigen) Lebens. Die Toten beklage ich, die Lebenden rufe ich. St. Alexander heiße ich. Im Jahre des Herrn 1500.) |
| 2   | Katharinen | 1500                    | 1170             | e1      | Sta Caterina by ych genät, geborä vä den heyde. Wan ych rope, so komet to hät, dat gy van gode nycht entscheyden. Anno D. MCCCCC (Sankt Katharina bin ich genannt, geboren von heidnischen Eltern. Wenn ich rufe, so kommet heran, daß ihr von Gott euch nicht trennt. Im Jahre des Herrn 1500.) |
| 3   | Felicitas  | 1686 Arnold Kappenberch | 960              | g1      | Nomen campanae Sta Felicitas. - Sigrium dono choro, fleo funera, festa decoro. Sta Felicitas cum septem fifiis, Patrona ecclesiae in Ludinchuserl. Matth. Friedr. a Reck, praepositus Sti Mauritii, Dominus in Ludinchusen. A. Arnoldt Kappenberch me fecit. Anno 1686. (Name der Glocke: Sankt Felizitas. Ich gebe das Zeichen für das Chorgebet. Ich klage bei den Begräbnissen und verschönere die Feste. - St. Felizitas mit den sieben Söhnen, Patronin der Kirche in Lüdinghausen, Matth. Friedr. von Reck, Propst von St. Mauritz, Herr in Lüdinghausen. A. Arnoldt Kappenberch hat mich geschaffen. Anno 1686.) |
| 4   | Messglocke | ~15. Jhd.               | 600              | f2      | - |

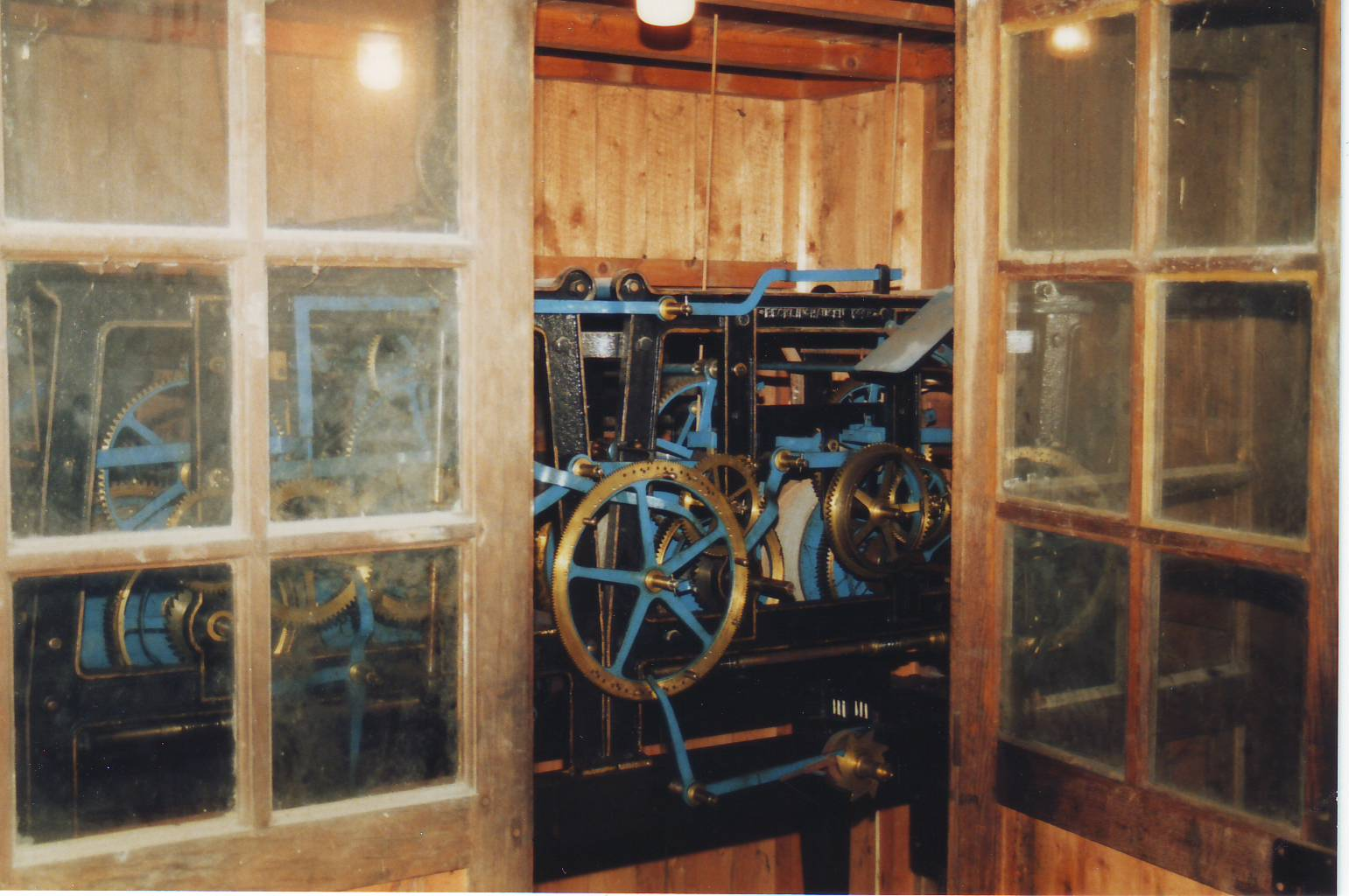
Blick auf das historische Uhrwerk

Außerdem gibt es zwei Uhrglocken, die unter einem kleinen, auf der Ostseite des Turmdeckels hervorspringenden Daches hängen.
Bei der Veränderung des Turmes wurde das Mauerwerk mit einer Galerie gekrönt, bestehend aus einer Balustrade, zwölf mächtigen Fialen und vier weit ausladenden Wasserspeiern. Unterhalb der Galerie verläuft rings um den Turm ein Fries von Vierpässen, der viele stabförmige Ausläufer nach unten hat.